# 暗物质粒子探测卫星
暗物质粒子探测卫星（英語：DArk Matter Particle Explorer，简称），命名为“悟空”，是中国第一个空间望远镜，用于探测暗物质，由中科院花費1亿美元研製。悟空於2015年12月17日在酒泉卫星发射中心搭載長征二號丁運載火箭升空。探測衛星裝有塑闪阵列探测器、硅阵列探测器、BGO量能器、中子探测器，是現今觀測能段範圍最寬、能量解析度最優的暗物质粒子空間探測器，它的觀測能段是安置於國際太空站的阿爾法磁譜儀的10倍（5GeV-10TeV），能量分辨率比其它同類探測器還要高出3倍以上（優於1.5%）。

## 成果
2017年11月30日，中國科學院發布，悟空卫星發現可能是暗物質存在的證據。 12月7日，研究团队在《自然》期刊上发表了“精确测量太空中的电子宇宙射线能谱”。
2021年9月7日，公布探测器首批伽马光子科学数据。数据的时间范围为2016年1月1日至2018年12月31日。
2022年11月1日，研究团队根据观测结果，绘制出了硼/碳、硼/氧宇宙射线粒子比能谱，并发现能谱新结构，此研究结果显示，宇宙中高能粒子的传播可能比预想更慢。
2025年5月13日，“悟空”号国际研究组使用探测器前八年的观测数据，获得了TeV/n能区精确的次级宇宙线硼核能谱，并发现了能谱新结构。其结果发表在《Physical Review Letters》刊物上。

## 命名
“悟空”之名来源于《西游记》中的人物孙悟空，由公開徵名活動選取，因有領悟、探索太空之意，同時具備國際上將科學衞星以神話形象命名的做法，希望卫星能像孙悟空一样，能有一双发现“暗物质”的火眼金睛。
而卫星的英文缩写“DAMPE”则是一个逆向首字母缩略词，来自于《薩爾達傳說》系列电子游戏中登场的一个角色“丹培”。在游戏中玩家为了寻找宝物，需要借助丹培的指引。取此名称，有为暗物质的发现引路之意。